# Gra (gra umysłowa)
Gra – gra umysłowa polegająca na unikaniu myślenia o niej. Gdy gracz pomyśli o „Grze”, ponosi porażkę. Przegrana musi każdorazowo być oznajmiona (na przykład przez stwierdzenie „przegrałem Grę”) przez gracza. „Gry” nie można wygrać. Według różnych wersji zasad „Gry” grają w nią wszyscy ludzie na świecie lub gra w nią każdy, kto poznał zasady.

## Zasady gry
W „Grze” obowiązują trzy podstawowe zasady:
1. Każdy gra w „Grę” (czasem upraszczana do wersji mówiącej, że każdy, kto słyszał o „Grze”, gra w nią).
2. Pomyślenie o „Grze” stanowi przegraną.
3. Przegrana musi być oznajmiona przynajmniej jednej osobie. Po ogłoszeniu porażki przegranego obowiązuje okres ochronny do czasu ponownego zapomnienia o "Grze".

W zależności od wersji zasad „Gra” nie kończy się nigdy lub może zakończyć się, jeśli premier Wielkiej Brytanii, prezydent Stanów Zjednoczonych lub papież ogłosi w telewizji: „Gra jest zakończona” (ang. „The game is up”).

### Strategie
Gracze stosują liczne strategie w celu spowodowania przegranej innych osób. Wśród nich jest głośne mówienie o „Grze”, umieszczanie słowa „Gra” na banknotach, w graffiti oraz na stronach internetowych.

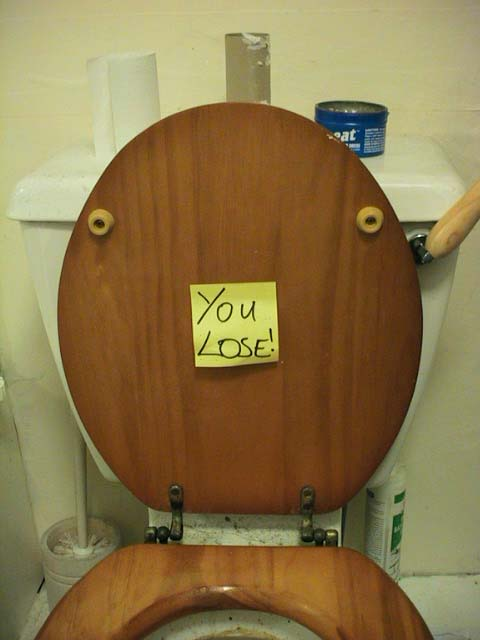
Karteczka na pokrywie deski sedesowej informująca o przegranej

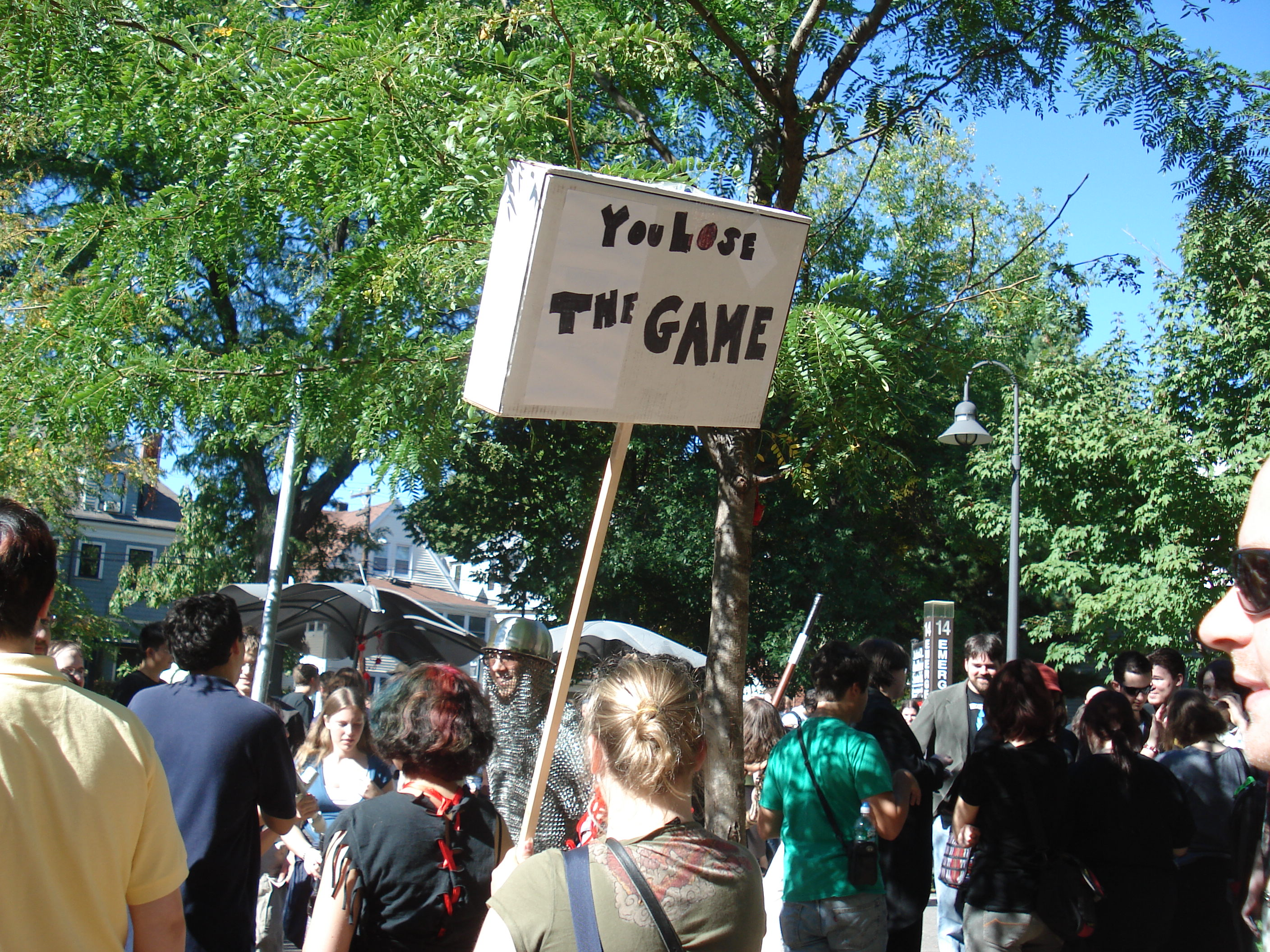
Transparent informujący o przegraniu gry

## Psychologia
Gra jest przykładem „efektu białego niedźwiedzia” lub „efektu różowego słonia”, według którego unikanie myśli na określony temat powoduje częstsze przywodzenie tematu na myśl, niż miałoby to miejsce bez stłumienia myśli.

## Historia
Geneza „Gry” nie jest znana. Gra w obecnej postaci może pochodzić z roku 1977 z Cambridge University Science Fiction Society (CUSFS), którego członkowie dyskutowali nad teorią gier w pubie Horse and Groom. Gra może być efektem próby stworzenia gry, której zasady nie zgadzają się z teorią gier. Lew Tołstoj w dzieciństwie bawił się w grę polegająca na staniu w kącie i niemyśleniu o białym niedźwiedziu – zawsze przegrywał, zaczynając o nim myśleć.  Sama nazwa „efektu białego niedźwiedzia” pochodzi od Tołstoja, który opisał tę grę w późniejszym czasie. W 1863 do tego samego efektu odniósł się Fiodor Dostojewski.
Pierwszy znany opis „Gry” opublikowany w internecie pochodzi z roku 2002. Paul Taylor ogłosił wtedy na swoim blogu, że przegrał grę i pokrótce opisał zasady.